# Stenpyttelav
Stenpyttelav (Strangospora torvula) är en lavart som först beskrevs av William Nylander och fick sitt nu gällande namn av R.A.Anderson in herb. 
Stenpyttelav ingår i släktet Strangospora, ordningen Lecanorales, klassen Lecanoromycetes, divisionen sporsäcksvampar och riket svampar. Enligt den finländska rödlistan är arten otillräckligt studerad i Finland. Enligt den svenska rödlistan är arten otillräckligt studerad i Sverige. Arten förekommer i Svealand och Nedre Norrland. Artens livsmiljö är klippor (inklusive flyttblock).